# Arthur Kornberg
Arthur Kornberg (New York, 3 maart 1918 – Stanford (Californië), 26 oktober 2007) was een Amerikaanse biochemicus, die baanbrekend wetenschappelijk werk heeft verricht op het gebied van het DNA.

## Opleiding en werk
Kornberg was van Joodse komaf. Hij was de zoon van Joseph Kornberg en Lena Katz. Hij groeide op in Brooklyn. Hij werd opgeleid in de geneeskunde aan de University of Rochester, waar hij in 1937 zijn bachelordiploma en in 1941 zijn mastergraad behaalde. Na eerst een jaar als scheepsdokter bij de Amerikaanse kustwacht te hebben gewerkt, was hij van 1942 tot 1945 bij de National Institutes of Health (NIH) in Bethesda werkzaam, alwaar hij zich bezighield met het ontwikkelen van nieuwe vitamines door ratten op een speciaal dieet te zetten. Hij vond dit werk nogal saai, verlegde zijn interesse naar het terrein van de enzymen en ging in 1946 aan de slag op het laboratorium van de biochemicus Severo Ochoa aan de New York-universiteit. Het jaar daarop keerde hij terug bij het NIH, ditmaal als hoofd van de afdeling enzymen en metabolisme.
Van 1953 tot 1959 was hij hoogleraar alsmede hoofd van de afdeling microbiologie van de Washington-universiteit in Saint Louis, waar hij zich ook met enzymen bezighield. Hier werkte hij samen met mede-Nobellaureraten Carl en Gerty Cori en Paul Berg. Zijn wetenschappelijke arbeid aldaar resulteerde in 1958 in de ontdekking van het DNA-polymerase I, een enzym dat de synthese van de dubbele helix van DNA verzorgd. Deze vondst was zo interessant dat het Nobelcomité hem al in 1959 de Nobelprijs voor de Fysiologie of Geneeskunde toekende, drie jaar eerder dan de ontdekkers (Crick, Watson, Wilkens) van het DNA-model zelf. Het Nobelprijscomité bracht zijn toekenning als volgt onder woorden: "voor de synthese van de nucleïnezuren DNA en RNA". DNA en RNA bepalen hoe genetische informatie wordt overgedragen bij opeenvolgende celgeneraties.
Hij was de eerste die viraal DNA kon repliceren, dit kunstmatige DNA was echter niet biologisch actief. Dit was pas mogelijk met de ontdekking van het enzym ligase die de ring van DNA sluit. In 1959 werd hij hoogleraar en uitvoerend hoofd van de afdeling biochemie van de Stanford-universiteit. Op 14 december 1967 stelde hij als eerste een kunstmatig virus (ΦX174) samen. Ook op hoge leeftijd pleegde Kornberg aan deze universiteit nog wetenschappelijk onderzoek.

## Een 'biochemische' familie
Sylvy Ruth Levy, zijn eerste vrouw, was eveneens biochemicus en werkte nauw met hem samen. Zij had een belangrijk aandeel in de ontdekking van de DNA-polymerase en voelde zich naar eigen zeggen "beroofd" toen alleen haar echtgenoot met een collega de Nobelprijs ontving. Na haar overlijden in 1986 hertrouwde hij in 1988. Nadat ook zijn tweede vrouw was overleden, hertrouwde hij opnieuw in 1998. Arthur Kornberg overleed zelf in de herfst van 2007 op 89-jarige leeftijd omdat zijn ademhaling het liet afweten.
Bij zijn eerste vrouw kreeg hij drie zonen: Roger Kornberg, een scheikundige en biochemicus die in 2006 met de Nobelprijs voor de Scheikunde werd onderscheiden, Thomas Kornberg, ook een biochemicus (hij ontdekte de DNA-polymerase II en de DNA-polymerase III), en Kenneth Andrew Kornberg, een architect die zich toelegt op het ontwerpen van biochemische laboratoria en dergelijke.

## Prijzen
- 1951 - Paul-Lewis Laboratories Award van de American Chemical Society
- 1959 - Nobelprijs voor de Fysiologie of Geneeskunde
- 1962 - Eredoctoraat van de Yeshiva University (New York)
- 1979 - National Medal of Science

- Biblioteca Nacional de España: XX989236
- Bibliothèque nationale de France: cb12535007j (data)
- Catàleg d'autoritats de noms i títols de Catalunya: 981058526645006706
- CiNii: DA00209718
- Gemeinsame Normdatei: 118914057
- International Standard Name Identifier: 0000 0001 1479 7215
- Library of Congress Control Number: n79091300
- Mathematics Genealogy Project: 262742
- National Archives and Records Administration: 10582481
- Bibliotheek van het Japanse parlement: 00469775
- Nationale Bibliotheek van Tsjechië: skuk0003492
- Nationale Bibliotheek van Israël: 987007502540905171
- Nederlandse Thesaurus van Auteursnamen: 068358016
- LIBRIS: 324716
- SNAC: w6st8b7j
- Système universitaire de documentation: 034612254
- Trove: 895383
- Virtual International Authority File: 108175374
- WorldCat: E39PBJcr9PThYQQ6MPmVjqj3cP

1901: Behring · 
1902: Ross · 
1903: Finsen · 
1904: Pavlov · 
1905: Koch · 
1906: Golgi, Ramón y Cajal · 
1907: Laveran · 
1908: Mechnikov, Ehrlich · 
1909: Kocher · 
1910: Kossel · 
1911: Gullstrand · 
1912: Carrel · 
1913: Richet ·
1914: Bárány · 
1919: Bordet · 
1920: Krogh · 
1922: Hill, Meyerhof · 
1923: Banting, Macleod · 
1924: Einthoven ·
1926: Fibiger · 
1927: Wagner-Jauregg · 
1928: Nicolle · 
1929: Eijkman, Hopkins · 
1930: Landsteiner · 
1931: Warburg · 
1932: Sherrington, Adrian · 
1933: Morgan · 
1934: Whipple, Minot, Murphy · 
1935: Spemann · 
1936: Dale, Loewi · 
1937: Szent-Györgyi · 
1938: Heymans · 
1939: Domagk · 
1943: Dam, Doisy · 
1944: Erlanger, Gasser · 
1945: Fleming, Chain, Florey · 
1946: Muller · 
1947: C. Cori, G. Cori, Houssay · 
1948: Müller · 
1949: Hess, Moniz · 
1950: Kendall, Reichstein, Hench · 
1951: Theiler · 
1952: Waksman · 
1953: Krebs,Lipmann ·
1954: Enders, Weller, Robbins · 
1955: Theorell · 
1956: Cournand, Forssmann, Richards · 
1957: Bovet · 
1958: Beadle, Tatum, Lederberg · 
1959: Ochoa, Kornberg · 
1960: Burnet, Medawar · 
1961: Békésy · 
1962: Crick, Watson, Wilkins · 
1963: Eccles, Hodgkin, Huxley · 
1964: Bloch, Lynen · 
1965: Jacob, Lwoff, Monod · 
1966: Rous, Huggins · 
1967: Granit, Hartline, Wald · 
1968: Holley, Khorana, Nirenberg · 
1969: Delbrück, Hershey, Luria · 
1970: Katz, Euler, Axelrod · 
1971: Sutherland · 
1972: Edelman, Porter · 
1973: Frisch, Lorenz, Tinbergen · 
1974: Claude, De Duve, Palade · 
1975: Baltimore, Dulbecco, Temin ·
1976: Blumberg, Gajdusek · 
1977: Guillemin, Schally, Yalow · 
1978: Arber, Nathans, Smith · 
1979: Cormack, Hounsfield · 
1980: Benacerraf, Dausset, Snell · 
1981: Sperry, Hubel, Wiesel · 
1982: Bergström, Samuelsson, Vane · 
1983: McClintock · 
1984: Jerne, Köhler, Milstein · 
1985: Brown, Goldstein · 
1986: Cohen, Levi-Montalcini · 
1987: Tonegawa · 
1988: Black, Elion, Hitchings · 
1989: Bishop, Varmus · 
1990: Murray, Thomas · 
1991: Neher, Sakmann · 
1992: Fischer, Krebs · 
1993: Roberts, Sharp · 
1994: Gilman, Rodbell · 
1995: Lewis, Nüsslein-Volhard, Wieschaus · 
1996: Doherty, Zinkernagel · 
1997: Prusiner · 
1998: Furchgott, Ignarro, Murad · 
1999: Blobel · 
2000: Carlsson, Greengard, Kandel ·
2001: Hartwell, Hunt, Nurse · 
2002: Brenner, Horvitz, Sulston · 
2003: Lauterbur, Mansfield · 
2004: Axel, Buck · 
2005: Marshall, Warren ·
2006: Fire, Mello ·
2007: Capecchi, Smithies, Evans ·
2008: Zur Hausen, Barré–Sinoussi, Montagnier ·
2009: Blackburn, Greider, Szostak ·
2010: Edwards ·
2011: Beutler, Hoffmann, Steinman ·
2012: Gurdon, Yamanaka ·
2013: Rothman, Schekman, Südhof ·
2014: O'Keefe, Moser, Moser ·
2015: Campbell, Omura, Tu ·
2016: Osumi ·
2017: Hall, Rosbash, Young ·
2018: Allison, Honjo ·
2019: Kaelin, Ratcliffe, Semenza ·
2020: Alter, Houghton, Rice ·
2021: Julius, Patapoutian ·
2022: Pääbo ·
2023: Karikó, Weissman ·
2024: Ambros, Ruvkun